# Abaj
Abaj (ryska: Абай) är en ort i Kazakstan uppkallad efter den kazakiske poeten och tänkaren Abaj Qunanbajuly.  Den ligger i oblаstet Qaraghandy, i den centrala delen av landet, 200 km sydost om huvudstaden Astana. Abaj ligger 503 meter över havet och antalet invånare är 35 454.
Terrängen runt Abaj är platt. Runt Abaj är det mycket glesbefolkat, med 7 invånare per kvadratkilometer. Närmaste större samhälle är Saran, 17,3 km norr om Abaj. Trakten runt Abaj består i huvudsak av gräsmarker.